# Creurgops
Genre
Le genre Creurgops regroupe deux espèces d'oiseau appartenant à la famille des Thraupidae.

## Espèces
Selon la classification de référence du Congrès ornithologique international (version 2.8, 2011) :
- Creurgops verticalis – Tangara à cimier roux
- Creurgops dentatus – Tangara ardoisé